# Веледницький Абрам Маркович
Веледницький Абрам Маркович (29.10.1894, Радомисль — †19.10.1959, Київ) — український  літературознавець. Жертва Сталінських репресій.

## Біографія
Народився в Радомишлі в сім'ї службовця 29 жовтня 1894 року і провів тут своє дитинство. Навчався на юридичному факультеті Київського університету. У червні 1919 року вступив добровольцем до Червоної Армії. Після демобілізації повернувся до Києва, але юридична освіта його вже не цікавила, і він зайнявся філологічними студіями, почав писати і друкувати в єврейській періодиці вірші. Перша збірка його поезій «Прояснення» побачила світ 1922 року. Потім вийшли поетичні книжки «Прихід» (1928), «З молодим класом» (1932). У 1935 році закінчив аспірантуру Інституту єврейської культури при Академії наук УРСР. Захистив кандидатську дисертацію у 1947 році.
Веледницький був знаний не лише як здібний критик і літературознавець, а й як талановитий перекладач на єврейську мову творів Т. Шевченка, М. Коцюбинського, багатьох сучасних українських і російських поетів. Брав активну участь у громадському житті, керував літературними гуртками.

## Арешт
У роки сталінського терору Веледницького спіткала трагічна доля багатьох його побратимів по перу. Його заарештували 23 березня 1951 року в Києві, інкримінували типові звинувачення: шпигунство, націоналістична пропаганда, антирадянська діяльність. Потяглися моторошні місяці знущань, тортур, наруги над людською гідністю. Заздалегідь змонтований вирок «особливої наради»: 10 років таборів суворого режиму з конфіскацією майна.

## Роки ув'язнення
П'ять літ просидів за колючим дротом Веледницький. Наприкінці 1955 року після перегляду справи був звільнений і реабілітований. З надірваним здоров'ям повернувся до Києва. Помер 19 жовтня 1959 року.